# Her Dream of Life
Her Dream of Life è un cortometraggio muto del 1916 diretto da Frank Beal. Prodotto dalla Selig su una sceneggiatura di Lottie S. Beckelman di genere drammatico, il film aveva come interpreti Harry Mestayer e Grace Darmond.

## Trama
Howard Crossley, uomo di mondo dalla vita tumultuosa, resta vedovo. Rimasto solo, si rende conto che Rita, sua moglie, era il realtà la sua migliore amica. Trova il suo diario e si mette a leggerlo. Ripercorre così, attraverso i pensieri e gli scritti di Rita, tutta la sua vita, dai primi anni felici del matrimonio fino agli ultimi giorni. Il diario diventa per lui una lezione e, da quel momento, decide di cambiare vita e di mettere la testa a posto.

## Produzione
Il film fu prodotto dalla Selig Polyscope Company.

## Distribuzione
Distribuito dalla General Film Company, il film - un cortometraggio in una bobina - uscì nelle sale cinematografiche statunitensi il 1º aprile 1916.